# Butiwśke
Butiwśke (ukr. Бутівське) – wieś na Ukrainie, w obwodzie kirowohradzkim, w rejonie aleksandryjskim, w hromadzie Pryjutiwka. W 2001 liczyła 510 mieszkańców, spośród których 486 wskazało jako ojczysty język ukraiński, 17 rosyjski, 4 mołdawski, a 3 białoruski.